# Creu de terme (Tarrés)
La creu de terme és una creu de terme del municipi de Tarrés (Garrigues) inclosa en l'Inventari del Patrimoni Arquitectònic de Catalunya.

## Descripció
La creu actual està formada per tres peces diferents. El basament està format per tres graons de planta quadrada. L'inferior és el més llarg i mesura uns 2m. de costat. Els dos primers estan molt deteriorats i semblen estar fets amb pedres reaprofitades. El fust de la creu és de secció octogonal i té una alçada de 2m. i un diàmetre de 65cm. El basament del fust és quadrat i presenta una inscripció a la cara est que hi diu: "Santa missió MCML 1950 any sant". Una línia d'imposta situada a la part alta del fust separa aquest del coronament o creu pròpiament dita. Aquesta està feta també de pedra i data possiblement de 2001/2002.

## Història
Aquesta creu de terme es troba al peu d'un camí avui secundari, però antigament era el camí ral o reial, la carretera de l'època. Aquest avui es dibuixa paral·lel a la N-240. Tenim constància que aquesta creu estigué ubicada en tres indrets diferents. Desconeixem quan es col·locà a la primera ubicació que coneixem, ni tampoc quan es traslladà cap a la segona. D'aquesta segona ubicació sabem que hi roman fins al 1935. Aleshores el mossèn, Lluís Robinat Pau, promogué una santa missió en la que aprofità per traslladar la creu a un lloc més proper al municipi, ja que es considerava estava massa lluny.
L'emplaçament actual és un petit turonet a uns 100 metres de la població, ubicació molt visible des de diversos punts. Finalitzada la guerra civil (1936-1939) es disposà és l'indret una creu provisional de ferro. El 1950 es promogué una nova santa missió que serví per col·locar una nova creu feta de pedra.
En una de les cases del poble es conserva un fragment del fust de l'anterior creu de terme però es desconeix quina n'és la cronologia.